# Катастрофа C-130 в Джакарте
Катастрофа C-130 в Джакарте — крупная авиационная катастрофа, произошедшая в субботу 5 октября 1991 года на востоке Джакарты. Самолёт C-130H-30 индонезийских ВВС выполнял рейс по маршруту Джакарта — Бандунг, но спустя несколько секунд после взлёта у него отказал и загорелся двигатель, после чего он рухнул на учебный центр. Погибли 135 человек — 133 в самолёте из 134 (122 пассажиров и 12 членов экипажа) и 2 на земле.
На момент событий это была крупнейшая авиакатастрофа в Индонезии (на 2024 год — 6-я, после катастроф С-130 в Медане, Boeing 737 в Медане, в Яванском море, у Джакарты и под Меданом).

## Хронология событий
C-130H-30 с бортовым номером A-1324 (серийный — 4927, выпущен в июне 1982 года, модель L-82) из 32-й воздушной армии выполнял военный рейс из Джакарты в Бандунг, в ходе которого перевозил бойцов спецназа ВВС (Paskhas, известны как Оранжевые береты), возвращавшихся после празднования 46-й годовщины Национальной армии.
Всего на борту находились 12 членов экипажа и 122 бойца спецназа. Примерно в 15 часов самолёт выполнил взлёт, когда, по показаниям очевидцев, у него загорелся один из двигателей. Вероятно, пожар повредил механизацию крыла, а также отказал ещё один двигатель. Потеряв управление, самолёт упал на город в двух милях от аэропорта, при этом он врезался в Учебный центр Министерства труда и взорвался. Начавшийся через час сильный ливневый дождь затруднял проведение спасательных работ. На месте был найден сильно обгоревший пилот майор Самсул Илхам (Samsul Ilham), но он скончался в тот же день в больнице. 
В катастрофе выжил лишь один из спецназовцев, все остальные на борту погибли. Также погибли и 2 охранника здания. Всего погибли 135 человек, из-за чего по масштабам данная авиакатастрофа на то время занимала 1-е место в Индонезии, по состоянию на 2015 год — 5-е.